# Прикарпатський експрес
«Прикарпатський експрес» — денний швидкісний поїзд № 807/808 сполученням Коломия — Ківерці. Рейси виконуються складом ДПКр-3.

## Історія
З 29 травня 2021 року цей поїзд вирушив у перший рейс.
З 4 червня 2021 року забезпечено можливість пересадки на міжміський експрес сполученням Львів — Ужгород «Георгій Кірпа» на станції Стрий. Також додано зупинки на станціях Рожнятів, Болехів та Кам'янка-Бузька.
За десять днів від запуску поїзда продано понад тисячу квитків.
З 15 по 17 липня 2021 року у зв'язку з проведення технічного обслуговування, поїзд був тимчасово скасовано.
З 18 серпня 2021 року поїзд продовжили до Коломиї.
З 1 грудня 2021 року поїзд відмінено у зв'язку з проведенням планових робіт із технічного обслуговування дизель-поїздіа ДПКр-3.

## Інформація про курсування
Поїзд № 807/808 сполученням Ківерці — Львів — Коломия курсує щоденно, крім середи та четверга. В середу курсує за маршрутом Ківерці — Львів, а в четвер — Львів — Коломия. Експлуатант — Львівська залізниця. На шляху прямування потяг зупиняється на 13 станціях.
Розклад руху потягу на 2021 рік (вказано за місцевим часом):
| Час прибуття | Зупинка | Час відправлення | Станція | Час прибуття | Зупинка | Час відправлення |
| -            | -       | 05:14            | Ківерці | 23:45        | -       | -                |
| 09:51        | 8       | 09:59            | Львів   | 18:53        | 18      | 19:11            |
| 13:52        | -       | -                | Коломия | -            | -       | 14:58            |
| ------------ | ------- | ---------------- | ------- | ------------ | ------- | ---------------- |

Актуальний розклад руху вказано у розділі «Розклад руху призначених поїздів» на офіційному вебсайті «Укрзалізниці».

## Склад потяга
Фірмовий потяг № 808/807 «Прикарпатський експрес» Ківерці — Коломия належить до моторвагонного депо РПЧ-2 станції Тернопіль. Потяг складається із 3 вагонів:
- 1 вагон — 51 місце
- 2 вагон — 61 місце
- 3 вагон — 58 місць

Склад потяга може відрізнятися від наведеної в залежності від сезону (зима, літо). Актуальну схему на конкретну дату можна подивитися в розділі «On-line резервування та придбання квитків» на офіційному вебсайті ПАТ «Укрзалізниця».

## Ключові можливості пересадки
- Пасажири, що слідують з Івано-Франківська до Ужгорода, можуть здійснити пересадку на станції Стрий з/на регіональний поїзд «Георгій Кірпа» № 829/830 «Львів — Ужгород».
- Також з Києва до Івано-Франківська пасажири можуть здійснити пересадку на станції Луцьк з/на поїзд «Світязь» № 97/98 «Ковель — Київ»[9].